# 张子祥旧居
张子祥旧居建于1920年，是张子祥在天津的故居，位于当时的天津英租界的博罗斯道（Bruce Road）（今天津市和平区烟台道74-76号）。该建筑现为一般保护等级历史风貌建筑。